# 王北星
王 北星（おう ほくせい、拼音:Wáng Běixīng、ワン・ベイシン、Wang Beixing/、1985年3月10日/ - ）は中華人民共和国黒龍江省ハルビン出身の女子スピードスケート選手である。

## プロフィール
2003年の中国選手権大会で優勝し、2005年の世界距離別スピードスケート選手権大会500mで銀メダルを獲得した。
2006年トリノオリンピックでは女子500mで7位、同1000mでは29位だった。2007年アジア冬季競技大会では500m・1000mの2冠に輝き、世界距離別選手権500mは2007年、2008年、2009年と3大会連続銀メダル。
2009年の世界スプリント選手権大会では女子総合優勝に輝いた。2010年バンクーバーオリンピックの女子500mでは銅メダルを獲得した。

## 自己記録
| 種目  | 記録      | 日時           | 場所               |
| ----- | --------- | -------------- | ------------------ |
| 500m  | 37秒02    | 2009年12月12日 | ソルトレイクシティ |
| 1000m | 1分13秒98 | 2007年11月11日 | ソルトレイクシティ |
| 1500m | 1分59秒76 | 2007年9月29日  | カルガリー         |
| 3000m | 4分33秒08 | 2003年10月25日 | カルガリー         |